# Парижской Коммуны (Владимирская область)
Парижской Коммуны — посёлок в Селивановском районе Владимирской области России, входит в состав Чертковского сельского поселения.

## География
Посёлок расположен в 4 км на север от центра поселения деревни Чертково и в 24 км на северо-восток от райцентра — Красной Горбатки.

## История
После Великой Отечественной войны посёлок входил в состав Чертковского сельсовета, с 2005 года — в составе Чертковского сельского поселения.

## Население
| 2002 | 2010 | 2021 |
| ---- | ---- | ---- |
| 2    | ↘0   | ↗1   |